# E3 Harelbeke 2014
57. edycja wyścigu kolarskiego E3 Harelbeke odbyła się w dniu 28 marca 2014 roku i liczyła 212,2 km. Wyścig figurował w rankingu światowym UCI World Tour 2014. 

## Uczestnicy
Na starcie tego klasycznego wyścigu stanęło 25 zawodowych ekip.
Lista drużyn uczestniczących w wyścigu:
| Numery  | Kod | Drużyna                 |
| ------- | --- | ----------------------- |
| 1-8     | TRE | Trek Factory Racing     |
| 11-18   | CAN | Cannondale              |
| 21-28   | BMC | BMC Racing Team         |
| 31-38   | ALM | Ag2r-La Mondiale        |
| 41-48   | AST | Pro Team Astana         |
| 51-58   | BEL | Belkin                  |
| 61-68   | FDJ | FDJ.fr                  |
| 71-78   | GRS | Garmin-Sharp            |
| 81-88   | LAM | Lampre-Merida           |
| 91-98   | LTB | Lotto-Belisol           |
| 101-108 | MOV | Movistar Team           |
| 111-118 | OPQ | Omega Pharma-Quick Step |
| 121-128 | OGE | Orica-GreenEDGE         |

| Numery  | Kod | Drużyna                      |
| ------- | --- | ---------------------------- |
| 131-138 | EUC | Team Europcar                |
| 141-148 | GIA | Giant-Shimano                |
| 151-158 | KAT | Team Katusha                 |
| 161-168 | SKY | Team Sky                     |
| 171-178 | TTS | Team Tinkoff-Saxo            |
| 181-188 | AND | Androni Giocattoli-Venezuela |
| 191-198 | COF | Cofidis                      |
| 201-208 | IAM | IAM Cycling                  |
| 211-218 | MTN | MTN-Qhubeka                  |
| 221-228 | TSV | Topsport Vlaanderen          |
| 231-238 | UHC | Unitedhealthcare             |
| 241-248 | WGG | Wanty-Groupe Gobert          |

## Klasyfikacja generalna
| M-ce | Imię i nazwisko   | Kraj              | Drużyna                 | Czas       |
| ---- | ----------------- | ----------------- | ----------------------- | ---------- |
| 1.   | Peter Sagan       | Słowacja          | Cannondale              | 4h 56' 31" |
| 2.   | Niki Terpstra     | Holandia          | Omega Pharma-Quick Step | + 0"       |
| 3.   | Geraint Thomas    | Wielka Brytania   | Team Sky                | + 0"       |
| 4.   | Stijn Vandenbergh | Belgia            | Omega Pharma-Quick Step | + 0"       |
| 5.   | Sep Vanmarcke     | Belgia            | Belkin                  | + 1' 16"   |
| 6.   | Tony Gallopin     | Francja           | Lotto-Belisol           | + 1' 16"   |
| 7.   | Borut Božič       | Słowenia          | Pro Team Astana         | + 1' 19"   |
| 8.   | Tyler Farrar      | Stany Zjednoczone | Garmin-Sharp            | + 1' 19"   |
| 9.   | Fabian Cancellara | Szwajcaria        | Trek Factory Racing     | + 1' 19"   |
| 10.  | Greg Van Avermaet | Belgia            | BMC Racing Team         | + 1' 19"   |